# Ancathia igniaria
Ancathia igniaria là một loài thực vật có hoa trong họ Cúc. Loài này được (Spreng.) DC. mô tả khoa học đầu tiên năm 1833.